# Ardentes
Ardentes je naselje in občina v srednjem francoskem departmaju Indre regije Center. Leta 2009 je naselje imelo 3.755 prebivalcev.

## Geografija
Naselje leži v pokrajini Berry ob reki Indre, 14 km jugovzhodno od Châteaurouxa.

## Uprava
Ardentes je sedež istoimenskega kantona, v katerega so poleg njegove vključene še občine Arthon, Buxières-d'Aillac, Diors, Étrechet, Jeu-les-Bois, Luant, Mâron, La Pérouille, Le Poinçonnet, Sassierges-Saint-Germain in Velles s 16.668 prebivalci.
Kanton Ardentes je sestavni del okrožja Châteauroux.

## Zanimivosti
- romanska cerkev sv. Martina iz 11. do 13. stoletja, francoski zgodovinski spomenik,
- cerkev sv. Vincenca iz 12. stoletja, prenovljena v 15. stoletju, zvonik iz 19. stoletja.